# 사쿠라이 쇼이치
사쿠라이 쇼이치(일본어: 桜井 昌一, 1933년 3월 11일~2003년 4월 4일)는 일본의 만화가다. 본명은 타츠미 요시오키(일본어: 辰巳義興). 타츠미 요시히로의 친형이다. 3남 1녀 4남매 중 요시오키가 차남, 요시히로가 삼남이다. 두 사람 위로 큰형, 아래로 누이동생이 있었다.
오사카부 출신. 국민학교 2학년 때부터 동생 요시히로와 함께 만화에 흥미를 가졌다. 전후 『만화소년』에 4컷만화를 투고해 입선했으나, 결핵으로 국립토네야마병원에 입원. 1950년부터 1953년까지 투병하였다. 이후 신약 스트렙토마이신이 승인되면서 결핵을 완치하였다.
사진공예사 일을 거쳐서 1955년 히노마루문고에서 장편만화 『메아리 학교』로 데뷔하였다. 동생 요시히로가 먼저 데뷔했기 때문에 헷갈린다는 이유로 히노마루문고 사장 야마다 슈조가 멋대로 사쿠라이 쇼이치라는 필명을 붙였다.
독서가였던 사쿠라이는 마츠모토 세이초나 미키 스필레인의 범죄소설을 동생을 비롯한 만화가 동료들에게 소개하면서, 강렬한 캐릭터를 축으로 하는 극화의 형성에 영향을 주었다. 1959년에는 타츠미 요시히로, 사이토 타카오 등이 결성한 동인그룹 극화공방에 합류했다. 극화공방이 해산한 이후 만화가로서 한계에 부닥쳐 1962년 절필하고 편집자로 변신했다. 극화공방 동료 사토 마사아키와 둘이서 출판사 ‘사토 프로덕션’을 설립하고, 사토 마사아키, 미즈키 시게루, 히라타 히로시의 단행본을 작업했다. 이후 사토에게 자금을 빌려 동생 요시히로 자택에 자기 출판사 ‘동고사(東考社)’를 창업. 집에 인쇄설비를 갖추고 미즈키 시게루의 『악마군』 등 200점 이상의 대본만화를 간행했다.
대본업계가 붕괴하자 ‘사쿠라이문고’를 창간해 문고판 형식의 인디 출판을 통해 미즈키 시게루, 타츠미 요시히로 등의 작품을 다수 출판했다. 또한 만화평론도 시도해서 이시코 쥰조 등이 간행하던 평론지 『만화주의』 등에 평론을 발표했다. 사쿠라이는 미즈키 시게루 작품에 등장하는 샐러리맨 야마다의 모델이다. 또한 사쿠라이 쇼이치 본인도 미즈키의 자전적 만화에 출판사 편집장으로서 자주 등장했다.
1980년대 말 병마로 쓰러졌고 오랜 투명생활 끝에 2003년 사망했다. 향년 70세.